# Гірничозбагачувальний комбінат

Східний ГЗК

Гірничо-збагачувальний комбінат (скорочено ГЗК) — комплексне гірниче підприємство з видобутку та переробки твердих корисних копалин.

## Загальний опис
Необхідність в будівництві на одному виробничому майданчику виробничих переділів не тільки з видобутку, але і по переробці, збагаченню видобутих з надр корисних копалин виникла в зв'язку з тим, що в результаті інтенсивної розробки родовищ, руди з високим вмістом корисних компонентів були вилучені, а для подальшого використання корисних копалин стало необхідним їх переробляти таким чином, щоб підвищити в них вміст корисних компонентів.
Гірничозбагачувальний комбінат включає такі основні виробничі підрозділи:
- Підрозділи з видобутку корисних копалин (кар'єри, шахти, рудники).
- Транспортний підрозділ, призначений для доставки видобутої руди на збагачувальну фабрику. Доставка руди на збагачувальну фабрику може здійснюватися з використанням різних транспортних систем і видів транспорту: автомобільного, залізничного, конвеєрного, канатних доріг, рудоспусків, рудоскатів та ін.
- Підрозділ по переробці видобутої корисної копалини, який зазвичай представлено збагачувальною фабрикою.
- Загальновиробничі підрозділи: енергогосподарство, ремонто-механічний цех та інші необхідні підрозділи.

Ha гірничо-збагачувальному комбінаті видобувається і переробляється частіше один вид корисної копалини: залізна руда, марганцева руда, азбестова руда, апатитова руда та ін., проте можуть добувати кілька видів руди: мідна та нікелева, руди поліметалів.
Кінцевою продукцією гірничо-збагачувального комбінату є концентрат, агломерат або котуни, які направляються для подальшої переробки (наприклад, в металургійне виробництво) або використання (наприклад, як добрива в сільському господарстві).

## Гірничо-збагачувальні комбінати України

### «ГЗК Кривого Рогу»
- Інгулецький гірничо-збагачувальний комбінат
- Новокриворізький гірничо-збагачувальний комбінат
- Південний гірничо-збагачувальний комбінат
- Північний гірничо-збагачувальний комбінат
- Центральний гірничо-збагачувальний комбінат
- Євраз Суха Балка

### Характеристика діяльності основних ГЗК Кривбасу за період 1998—2010 рр.

Характеристика діяльності основних ГЗК Кривбасу за період 1998—2010 рр.

### Інші гірничо-збагачувальні комбінати України
Біланівський гірничо-збагачувальний комбінат
Верхньодніпровський гірничо-металургійний комбінат
Єристівський гірничо-збагачувальний комбінат
Комиш-Бурунський залізорудний комбінат
Криворізький гірничо-збагачувальний комбінат окиснених руд
Марганецький гірничо-збагачувальний комбінат
Орджонікідзевський гірничо-збагачувальний комбінат
Полтавський гірничо-збагачувальний комбінат
Східний ГЗК